# Adchunroides triangularis
Adchunroides triangularis är en insektsart som beskrevs av Maldonado-capriles 1977. Adchunroides triangularis ingår i släktet Adchunroides och familjen dvärgstritar. Inga underarter finns listade i Catalogue of Life.